# قبة إف
قبة فوجي تسمى أيضًا قبة أف أو قبة فالكيري (الفتاة الأسطورية) هي قاعدة في القطب الجنوبي تقع في الجزء الشرقي من أرض الملكة مود عند . مع ارتفاع يبلغ 3810م أو 12500 قدم فوق مستوى سطح البحر، تعد القبة ثاني أعلى قمة أو قبة جليدية ضمن الغطاء الجليدي في شرق أنتاركتيكا وتمثل فجوة فيه. تمثل القبة محطة أبحاث تديرها اليابان.

## الاكتشاف والتسمية
تقع القبة على ارتفاع يبلغ حوالي 3700 متر في الجزء الشرقي من أرض الملكة مود. في 1963-1964، عبرت بعثة سوفييتية عبر الجزء الشمالي من القبة على ارتفاع يزيد عن 3600 متر.

## البيئة
نظرًا لموقعها على هضبة أنتاركتيكا وارتفاعها العالي، تعد القبة واحدة من أبرد الأماكن على وجه الأرض. نادرًا ما ترتفع درجات الحرارة عن -30 درجة مئوية في الصيف ويمكن أن تنخفض إلى -80 درجة مئوية في الشتاء. يبلغ متوسط درجة حرارة الهواء السنوية -54.3 درجة مئوية. يعد مناخها صحراويًا باردًا، مع ظروف جافة للغاية وهطول أمطار سنوي يقدر بحوالي 25 ملم، والذي يتساقط بالكامل على شكل بلورات ثلجية.

## محطة قبة فوجي
أنشئت قاعدة رصد قبة فوجي (ドームふじ観測拠点) في يناير 1995. وغير اسمها إلى محطة قبة فوجي في 1 إبريل 2004. تقع في ، وتبعد عن محطة شوا بحوالي ألف كم.

## علم الجليد
بدأ عمليات الحفر الأساسية للوصول إلى الجليد العميق في قبة فالكيري في أغسطس 1995، وفي ديسمبر 1996 تم الوصول إلى عمق 2503م. يغطي مركز الحفر الأول فترة تعود إلى 340 ألف سنة. تعد جودة العينات في محطة قبة فوجي شرق القارة القطبية الجنوبية ممتازة حتى في المنطقة الهشة الموجودة من عمق 500 إلى 860 مترًا، حيث يكون الجليد هشًا أثناء إجراء القطع في الموقع.
بدأ استخراج عينة جليد عميق ثانية في عام 2003. أجري الحفر خلال أربعة فصول صيف أسترالية لاحقة من 2003/2004 حتى 2006/2007، وبحلول ذلك الوقت تم الوصول إلى عمق 3035.22م. لم يصطدم الحفر بالصخور الأساسية، ولكن جرى العثور على جزيئات من الصخور والمياه المجمدة في أعماق الجليد، ما يشير إلى أن الصخر قريب جدًا من قاع الحفرة. توسع هذه العينة إلى حد كبير السجل المناخي للعينة الأولى، ووفقًا للتأريخ الأولي، فإنه تاريخها يعود إلى حوالي 720 ألف عام. وبالتالي، فإنها تعد ثاني أقدم جليد اكتشف على الإطلاق، ولم يتفوق عليها سوى العينة المستخرجة من محطة كونكورديا.

## وصلات خارجية
- Dome Fuji Deep Ice Coring Project نسخة محفوظة 4 سبتمبر 2019 على موقع واي باك مشين.
- Dome Fuji page of the World Data Center (WDC) for Paleoclimatology, contains downloadable data for the first core